# Vụ hỏa hoạn tòa nhà Johannesburg 2023
Vào lúc 1:30 (Giờ Chuẩn Nam Phi UTC+02:00) ngày 31 tháng 8 năm 2023, một vụ cháy lớn xảy ra ở một tòa nhà bỏ hoang nhưng được chiếm giữ bất hợp pháp, nó có năm tầng và ở góc đường Delvers và Albert thuộc thành phố Johannesburg, Nam Phi. Một nhân chứng cho biết, có khoảng 200 người có mặt trong tòa nhà này. Hậu quả vụ cháy đã làm 77 người chết, 88 người bị thương. Đây là một trong những vụ hỏa hoạn chết chóc nhất trong lịch sử Nam Phi.